# Krasznai református templom
A krasznai református templom műemlékké nyilvánított templom Romániában, Szilágy megyében. A romániai műemlékek jegyzékében az SJ-II-m-A-05043 sorszámon szerepel.

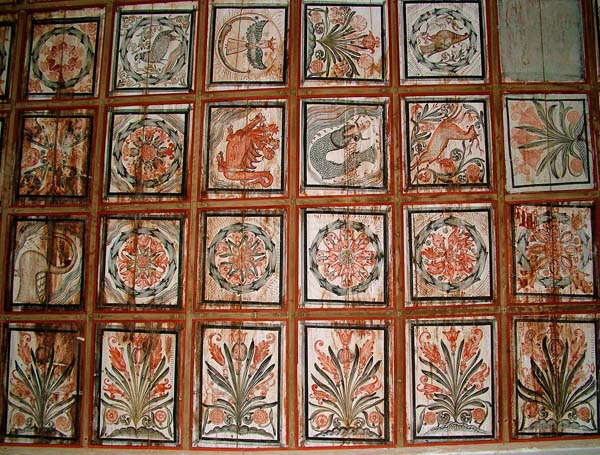
Részlet a templom kazettás mennyezetéből

## Története
A 14. században épült katolikus templomnak, a reformátusok 1556-tól használják. 1888-ban felújították a templomot és zsindelyfedelét. 1889-ben új padokat helyeztek a régiek helyébe. 1892-ben új orgonát kapott. 1909-ben a déli és északi oldalának kibővítésével nyerte el mai alakját, akkor a tornyot két méterrel megmagasították, és a zsindelyfedelet rézzel cserélték ki. A templom hajóját mindkét oldalirányba kitoldották. A templom ülőhelyeinek száma ekkor 900 volt. Kraszna 3000 lelkes gyülekezete 1910-ben toronyórát szereltetett a toronyba.